# Liste der Linux-Systemaufrufe
Liste der Systemaufrufe des Linux-Kernels:
| Name x86_64            | Funktion | Nummer in x86 64 (%RAX) | Nummer in i386 (%EAX) | Abweichender Name in i386 |
| ---------------------- | --- | ----------------------- | --------------------- | ------------------------- |
| read                   | Liest Datei von Dateideskriptor fd | 0                       | 3                     |                           |
| write                  | Schreibt Datei nach Dateideskriptor fd                                                                                                   | 1                       | 4                     |                           |
| open                   | Öffnet Datei oder Gerät | 2                       | 5                     |                           |
| close                  | Schließt Datei oder Gerät | 3                       | 6                     |                           |
| stat                   | Status einer Datei | 4                       | 18                    | oldstat                   |
| fstat                  | Status einer Datei | 5                       | 28                    | oldfstat                  |
| lstat                  | Status einer Datei | 6                       | 84                    | oldlstat                  |
| poll                   | Wartet auf Ereignis | 7                       | 168                   |                           |
| lseek                  | Repositioniert den Offset eines Schreib-/Lesezeigers auf Dateien                                                                         | 8                       | 19                    |                           |
| mmap                   | Mappt Datei in den Arbeitsspeicher | 9                       | 90                    |                           |
| mprotect               | Schützt Speicherbereich | 10                      | 125                   |                           |
| munmap                 | Entfernt gemappte Datei aus dem Arbeitsspeicher                                                                                          | 11                      | 91                    |                           |
| brk                    | Ändert die Größe eines Datensegments | 12                      | 45                    |                           |
| rt_sigaction           | Ändert die Funktion eines Signals (außer SIGKILL und SIGSTOP)                                                                            | 13                      | 67                    | sigaction                 |
| rt_sigprocmask         | Blockiert Signale | 14                      | 126                   | sigprocmask               |
| rt_sigreturn           | Setzt alle Signale zurück | 15                      | 119                   | sigreturn                 |
| ioctl                  | input/output control (Kommunikation mit Geräten)                                                                                         | 16                      | 54                    |                           |
| pread64                | Liest Datei an einer bestimmten Stelle                                                                                                   | 17                      | 180                   |                           |
| pwrite64               | Schreibt Datei an einer bestimmten Stelle                                                                                                | 18                      | 181                   |                           |
| readv                  | Schreibt Datei in mehrere Puffer | 19                      | 145                   |                           |
| writev                 | Liest Datei in mehrere Puffer | 20                      | 146                   |                           |
| access                 | Prüft Berechtigung eines Benutzers für eine Datei                                                                                        | 21                      | 33                    |                           |
| pipe                   | Erstellt eine Pipe | 22                      | 42                    |                           |
| select                 | synchronous I/O multiplexing (mehrere Dateien überwachen, bis sie z. B. beschreibbar werden)                                             | 23                      | 82                    |                           |
| sched_yield            | Weist den Prozess-Scheduler an, zum nächsten Prozess überzugehen                                                                         | 24                      | 158                   |                           |
| mremap                 | Verschiebt eine Adresse des Virtuellen Speichers                                                                                         | 25                      | 163                   |                           |
| msync                  | Synchronisiert eine Datei mit deren memory-mapped Kopie im Arbeitsspeicher                                                               | 26                      | 144                   |                           |
| mincore                | Stellt fest, ob eine Speicherseite nicht ausgelagert ist                                                                                 | 27                      | 218                   |                           |
| madvise                | Gibt dem Kernel einen Hinweis, ob ein Speicherbereich bald abgerufen wird und ob eher zufällig oder sequentiell auf ihn zugegriffen wird | 28                      | 219                   |                           |
| shmget                 | Legt den gemeinsamen Speicher (Shared Memory) an                                                                                         | 29                      | /                     |                           |
| shmat                  | Bindet XSI shared memory ein | 30                      | /                     |                           |
| shmctl                 | Verwaltet Eigenschaften des gemeinsamen Speichers                                                                                        | 31                      | /                     |                           |
| dup                    | Erzeugt zweites Dateihandle für dieselbe Datei                                                                                           | 32                      | 41                    |                           |
| dup2                   | Erzeugt zweites Dateihandle für dieselbe Datei mit bestimmter Nummer                                                                     | 33                      | 63                    |                           |
| pause                  | Blockiert Prozess und wartet auf beliebiges Signal                                                                                       | 34                      | 29                    |                           |
| nanosleep              | Blockiert Prozess und wartet auf beliebiges Signal mit hoher Auflösung                                                                   | 35                      | 162                   |                           |
| getitimer              | Fragt den interval timer ab | 36                      |                       |                           |
| alarm                  | Sendet SIGALARM nach Ablauf eines Zeitraums                                                                                              | 37                      |                       |                           |
| setitimer              | Setzt den interval timer | 38                      |                       |                           |
| getpid                 | Gibt die Prozesskennung (PID) zurück | 39                      |                       |                           |
| sendfile               | Kopiert Daten zwischen zwei Dateideskriptoren                                                                                            | 40                      |                       |                           |
| socket                 | Öffnet einen Socket | 41                      |                       |                           |
| connect                | Nimmt Verbindung mit einem Server(–prozess) auf                                                                                          | 42                      |                       |                           |
| accept                 | Wartet auf Anfragen von Clients | 43                      |                       |                           |
| sendto                 | Sendet eine Nachricht an einen Socket | 44                      |                       |                           |
| recvfrom               | Erhält eine Nachricht von einem Socket                                                                                                   | 45                      |                       |                           |
| sendmsg                | Sendet eine Nachricht an einen Socket, ggf. mit Kontrollinformation                                                                      | 46                      |                       |                           |
| recvmsg                | Erhält eine Nachricht von einem Socket, ggf. mit Kontrollinformation                                                                     | 47                      |                       |                           |
| shutdown               | Schließt eine Socketverbindung ein- oder beidseitig                                                                                      | 48                      |                       |                           |
| bind                   | Bindet ein bereits geöffnetes Socket an eine Adresse                                                                                     | 49                      |                       |                           |
| listen                 | Markiert ein Socket als passiv-horchend                                                                                                  | 50                      |                       |                           |
| getsockname            | Gibt die Adresse eines gebundenen Sockets zurück                                                                                         | 51                      |                       |                           |
| getpeername            | Gibt die Adresse eines an einem Socket verbundenen Peers zurück                                                                          | 52                      |                       |                           |
| socketpair             | Erstellt ein Paar verbundener Sockets gewünschten Protokolls und Typs                                                                    | 53                      |                       |                           |
| setsockopt             | Setzt oder verändert die Einstellungen eines Sockets                                                                                     | 54                      |                       |                           |
| getsockopt             | Gibt die Einstellungen eines Sockets zurück                                                                                              | 55                      |                       |                           |
| clone                  | Erstellt einen Kindprozess mit der Möglichkeit, Ressourcen des Elternprozesses zu teilen                                                 | 56                      |                       |                           |
| fork                   | Erstellt einen Kindprozess (Fork) | 57                      |                       |                           |
| vfork                  | Erstellt einen Kindprozess und blockiert den Elternprozess                                                                               | 58                      |                       |                           |
| execve                 | Lädt den Inhalt einer ausführbaren Datei und startet sie                                                                                 | 59                      |                       |                           |
| exit                   | Terminiert laufenden Prozess | 60                      | 1                     |                           |
| wait4                  | Wartet, bis ein Kindprozess terminiert und gibt Angaben zu dessen Ressourcenverbrauch zurück                                             | 61                      |                       |                           |
| kill                   | Sendet ein Signal an einen Prozess | 62                      |                       |                           |
| uname                  | Gibt Informationen über den laufenden Kernel zurück                                                                                      | 63                      |                       |                           |
| semget                 | Erzeugt einen Paar Semaphore | 64                      |                       |                           |
| semop                  | Gewährleistet, dass die Semaphoren-Operationen nur durchgeführt werden, wenn alle Operationen gelingen                                   | 65                      |                       |                           |
| semctl                 | Steuert Semaphore | 66                      |                       |                           |
| shmdt                  | Löst Speicher aus dem gemeinsamen Speicher                                                                                               | 67                      |                       |                           |
| msgget                 | Erhält einen message queue identifier | 68                      |                       |                           |
| msgsnd                 | Sendet eine Nachricht über eine Message Queue                                                                                            | 69                      |                       |                           |
| msgrcv                 | Empfängt eine Nachricht über eine Message Queue                                                                                          | 70                      |                       |                           |
| msgctl                 | Ändert oder löscht eine Message Queue | 71                      |                       |                           |
| fcntl                  | Manipuliert einen Dateideskriptor | 72                      |                       |                           |
| flock                  | Setzt oder entfernt ein Advisory Lock an oder von einer geöffneten Datei                                                                 | 73                      |                       |                           |
| fsync                  | Synchronisiert eine referenzierte Datei mit ihrer Repräsentation im Massenspeicher                                                       | 74                      |                       |                           |
| fdatasync              | Wie fsync unter Auslassung best. nicht obligatorischer Metadaten                                                                         | 75                      |                       |                           |
| truncate               | Kürzt eine Datei auf gewünschte Länge oder verlängert sie mit Nullbytes                                                                  | 76                      |                       |                           |
| ftruncate              | Wie truncate über Referenzierung mit einem Deskriptor                                                                                    | 77                      |                       |                           |
| getdents               | Gibt dirent-Strukturen eines Verzeichnisses in einen Puffer zurück                                                                       | 78                      |                       |                           |
| getcwd                 | Gibt das gegenwärtige Arbeitsverzeichnis (Current Working Directory) zurück                                                              | 79                      |                       |                           |
| chdir                  | Setzt bzw. ändert das gegenwärtige Arbeitsverzeichnis qua Pfad                                                                           | 80                      |                       |                           |
| fchdir                 | Wie chdir, aber Zielverzeichnis über Deskriptor                                                                                          | 81                      |                       |                           |
| rename                 | Benennt eine Datei um und verschiebt, wenn nötig                                                                                         | 82                      |                       |                           |
| mkdir                  | Erstellt ein Verzeichnis | 83                      |                       |                           |
| rmdir                  | Entfernt ein Verzeichnis | 84                      |                       |                           |
| creat                  | Öffnet und wenn nötig erstellt oder überschreibt eine Datei zum Schreiben                                                                | 85                      |                       |                           |
| link                   | Erstellt Hardlink einer Datei | 86                      |                       |                           |
| unlink                 | Löscht einen Hardlink und so ggf. eine Datei                                                                                             | 87                      |                       |                           |
| symlink                | Erstellt einen Softlink einer Datei | 88                      |                       |                           |
| readlink               | Gibt den Inhalt eines Softlinks zurück                                                                                                   | 89                      |                       |                           |
| chmod                  | Ändert Dateiattribute | 90                      |                       |                           |
| fchmod                 | Ändert Dateiattribute qua Deskriptor | 91                      |                       |                           |
| chown                  | Ändert den Besitzer einer Datei | 92                      |                       |                           |
| fchown                 | Ändert den Besitzer einer Datei qua Deskriptor                                                                                           | 93                      |                       |                           |
| lchown                 | Wie chown aber dereferenziert dabei keine Softlinks                                                                                      | 94                      |                       |                           |
| umask                  | Setzt Rechtemaske (umask) des aufrufenden Prozesses                                                                                      | 95                      |                       |                           |
| gettimeofday           | Gibt Uhrzeit oder Zeitzone zurück | 96                      |                       |                           |
| getrlimit              | Gibt Angaben über bestehende Ressourcenlimits zurück                                                                                     | 97                      |                       |                           |
| getrusage              | Gibt Angaben über den Ressourcenverbrauch des rufenden Prozesses, Threads oder seiner Kinder zurück                                      | 98                      |                       |                           |
| sysinfo                | Ruft Systemstatistiken ab | 99                      |                       |                           |
| times                  | Gibt Informationen zur Laufzeit des aufrufenden Prozesses zurück                                                                         | 100                     |                       |                           |
| ptrace                 | Verfolgt (trace) einen anderen Prozess                                                                                                   | 101                     |                       |                           |
| getuid                 | Gibt die tatsächliche Benutzerkennung zurück                                                                                             | 102                     |                       |                           |
| syslog                 | Kontrolliert den Kernel-Message-Ringbuffer und setzt den console_loglevel                                                                | 103                     |                       |                           |
| getgid                 | Gibt die tatsächliche Gruppenkennung zurück                                                                                              | 104                     |                       |                           |
| setuid                 | Setzt die effektive Benutzerkennung | 105                     |                       |                           |
| setgid                 | Setzt die effektive Gruppenkennung | 106                     |                       |                           |
| geteuid                | Gibt die effektive Benutzerkennung zurück                                                                                                | 107                     |                       |                           |
| getegid                | Gibt die effektive Gruppenkennung zurück                                                                                                 | 108                     |                       |                           |
| setpgid                | Setzt die Prozessgruppenkennung (PGID)                                                                                                   | 109                     |                       |                           |
| getppid                | Gibt die Prozesskennung des Elternprozesses (PPID) zurück                                                                                | 110                     |                       |                           |
| getpgrp                | Gibt die Prozessgruppenkennung (PGID) zurück                                                                                             | 111                     |                       |                           |
| setsid                 | Erstellt eine neue Sitzung mit dem aufrufenden Prozess als Leader und gibt die Sitzungs-ID (SID) zurück                                  | 112                     |                       |                           |
| setreuid               | Setzt die effektive und tatsächliche Benutzerkennung                                                                                     | 113                     |                       |                           |
| setregid               | Setzt die effektive und tatsächliche Gruppenkennung                                                                                      | 114                     |                       |                           |
| getgroups              | Gibt eine Liste zusätzlicher Gruppenkennungen (supplementary group IDs) zurück                                                           | 115                     |                       |                           |
| setgroups              | Erwartet eine Liste zusätzlicher Gruppenkennungen                                                                                        | 116                     |                       |                           |
| setresuid              | Setzt tatsächliche, effektive und Set User ID                                                                                            | 117                     |                       |                           |
| getresuid              | Gibt die tatsächliche, effektive und Set User ID zurück                                                                                  | 118                     |                       |                           |
| setresgid              | Setzt tatsächliche, effektive und Gruppen-Setuid                                                                                         | 119                     |                       |                           |
| getresgid              | Gibt die tatsächliche, effektive und Gruppen-Setuid zurück                                                                               | 120                     |                       |                           |
| getpgid                | Gibt die Prozessgruppenkennung eines Prozesses zurück                                                                                    | 121                     |                       |                           |
| setfsuid               | Ändert die Benutzerkennung für Zugriffe auf das Dateisystem                                                                              | 122                     |                       |                           |
| setfsgid               | Ändert die Gruppenkennung für Zugriffe auf das Dateisystem                                                                               | 123                     |                       |                           |
| getsid                 | Gibt die Sitzungskennung zurück | 124                     |                       |                           |
| capget                 | Gibt die Capabilities eines Threads zurück                                                                                               | 125                     |                       |                           |
| capset                 | Bestimmt die Capabilities eines Threads                                                                                                  | 126                     |                       |                           |
| rt_sigpending          | Gibt eine Maske ausstehender Signale zurück                                                                                              | 127                     |                       |                           |
| rt_sigtimedwait        | Unterbricht die Ausführung eines Threads bis zur Ankunft bestimmter Signale, mit Zeitbegrenzung                                          | 128                     |                       |                           |
| rt_sigqueueinfo        | Sendet Signal und optional Daten an eine Threadgruppe; implementiert sigqueue und pthread_sigqueue                                       | 129                     |                       |                           |
| rt_sigsuspend          | Ersetzt die Signalmaske des aufrufenden Prozesses und unterbricht diesen                                                                 | 130                     |                       |                           |
| sigaltstack            | Gibt einen Signalstack zurück oder legt einen neuen an                                                                                   | 131                     |                       |                           |
| utime                  | Ändert den Zeitstempel einer Datei | 132                     |                       |                           |
| mknod                  | Erstellt neuen Eintrag im Dateisystem | 133                     |                       |                           |
| uselib                 | Lädt eine dynamische Bibliothek | 134                     |                       |                           |
| personality            | Ändert die Ausführungsdomäne | 135                     |                       |                           |
| ustat                  | Gibt Informationen über ein gemountetes Dateisystem in einer ustat-Struktur zurück                                                       | 136                     |                       |                           |
| statfs                 | Gibt Statistiken zu einem über Pfad referenzierten Dateisystem zurück                                                                    | 137                     |                       |                           |
| fstatfs                | Wie statfs, aber Referenzierung über Deskriptor                                                                                          | 138                     |                       |                           |
| sysfs                  | Gibt Angaben über die dem Kernel bekannten Dateisysteme zurück                                                                           | 139                     |                       |                           |
| getpriority            | Gibt die Prozesspriorität zurück | 140                     |                       |                           |
| setpriority            | Ändert die Prozesspriorität | 141                     |                       |                           |
| sched_setparam         | Ändert Scheduling-Parameter eines Prozesses                                                                                              | 142                     |                       |                           |
| sched_getparam         | Gibt Scheduling-Parameter eines Prozesses zurück                                                                                         | 143                     |                       |                           |
| sched_setscheduler     | Ändert Scheduling-Parameter und -Policy eines Threads                                                                                    | 144                     |                       |                           |
| sched_getscheduler     | Gibt die Scheduling-Policy eines Threads zurück                                                                                          | 145                     |                       |                           |
| sched_get_priority_max | Gibt die unter einer angegebenen Policy max. mögliche Priorität zurück                                                                   | 146                     |                       |                           |
| sched_get_priority_min | Gibt die unter einer angegebenen Policy min. mögliche Priorität zurück                                                                   | 147                     |                       |                           |
| sched_rr_get_interval  | Gibt den derzeitigen SCHED_RR-Intervall eines Prozesses zurück                                                                           | 148                     |                       |                           |
| mlock                  | Verriegelt einen Teil des virtuellen Adressraums des aufrufenden Prozesses, um Auslagerung in den Swap-Bereich zu verhindern             | 149                     |                       |                           |
| munlock                | Entriegelt mit mlock geschützte Seiten                                                                                                   | 150                     |                       |                           |
| mlockall               | Wie mlock, aber schützt den gesamten virtuellen Adressraum des Prozesses                                                                 | 151                     |                       |                           |
| munlockall             | Entriegelt alle mit mlock geschützten Seiten                                                                                             | 152                     |                       |                           |
| vhangup                | Simuliert ein Auflegen (hangup) des aktuellen Terminals                                                                                  | 153                     |                       |                           |
| modify_ldt             | Liest aus dem oder schreibt in den Local descriptor table (LDT)                                                                          | 154                     |                       |                           |
| pivot_root             | Verschiebt die Dateisystemwurzel des aktuellen Prozesses                                                                                 | 155                     |                       |                           |
| _sysctl                | Liest oder setzt Kernel-Parameter | 156                     |                       |                           |
| prctl                  | Bietet unterschiedliche Funktionen der Prozesskontrolle                                                                                  | 157                     |                       |                           |
| arch_prctl             | Ändert architekturspezifische Prozessparameter                                                                                           | 158                     |                       |                           |
| adjtimex               | Liest und setzt Einstellungen der Kernel-Uhr                                                                                             | 159                     |                       |                           |
| setrlimit              | Setzt Ressourcenlimits | 160                     |                       |                           |
| chroot                 | Ändert das Wurzelverzeichnis des aufrufenden Prozesses entspr. übergebenem Pfad                                                          | 161                     |                       |                           |
| sync                   | Bewirkt, dass alle gepufferten Änderungen an Metadaten und Dateien auf die vorgesehenen Datenträger geschrieben werden (flushing)        | 162                     |                       |                           |
| acct                   | Aktiviert oder deaktiviert die Prozess-Abrechnung                                                                                        | 163                     |                       |                           |
| settimeofday           | Ändert Zeit oder Zeitzone | 164                     |                       |                           |
| mount                  | Hängt ein angegebenes Dateisystem in ein Zielverzeichnis                                                                                 | 165                     |                       |                           |
| umount2                | Hängt ein gemountetes Dateisystem aus, erlaubt Angabe von Optionen                                                                       | 166                     |                       |                           |
| swapon                 | Weist eine festgelegte Datei oder ein blockorientiertes Gerät als Auslagerungsbereich für den Hauptspeicher aus                          | 167                     |                       |                           |
| swapoff                | Beendet das Auslagern von Hauptspeicherbereichen in eine festgelegte Datei oder ein blockorientiertes Gerät                              | 168                     |                       |                           |
| reboot                 | Startet das System neu, oder aktiviert/deaktiviert den Tastendruck für den Neustart (z. B. Strg-Alt-Entf)                                | 169                     |                       |                           |
| sethostname            | Ändert den Hostnamen | 170                     |                       |                           |
| setdomainname          | Ändert die NIS-Domäne | 171                     |                       |                           |
| iopl                   | Setzt die E/A-Rechte eines Prozesses | 172                     |                       |                           |
| ioperm                 | setzt die Zugangsrechte für Ports | 173                     |                       |                           |
| create_module          | Erstellt einen Kernel-Modul-Eintrag und reserviert für ein Modul benötigten Speicher                                                     | 174                     |                       |                           |
| init_module            | Lädt ein Kernel-Modul | 175                     |                       |                           |
| delete_module          | Entfernt einen nicht mehr benötigten Kernel-Modul-Eintrag                                                                                | 176                     |                       |                           |
| get_kernel_syms        | Gibt eine Tabelle exportierter Kernel-Symbole zurück                                                                                     | 177                     |                       |                           |
| query_module           | Gestattet Kernelabfragen über Module | 178                     |                       |                           |
| quotactl               | Verwaltet Disk Quota | 179                     |                       |                           |
| nfsservctl             | Kontrolle des NFS-Demons | 180                     |                       |                           |
| getpmsg                | Unimplementierter Systemaufruf | 181                     |                       |                           |
| putpmsg                | Unimplementierter Systemaufruf | 182                     |                       |                           |
| afs_syscall            | Unimplementierter Systemaufruf | 183                     |                       |                           |
| tuxcall                | Unimplementierter Systemaufruf, gibt immer −1 zurück                                                                                     | 184                     |                       |                           |
| security               | Unimplementierter Systemaufruf, gibt immer −1 zurück                                                                                     | 185                     |                       |                           |
| gettid                 | Gibt die ID eines Threads zurück. Wenn ein Prozess nur einen Thread besitzt, wird die Prozesskennung (PID) zurückgegeben.                | 186                     |                       |                           |
| readahead              | Liest Datei im Voraus in den Page cache                                                                                                  | 187                     |                       |                           |
| setxattr               | Setzt erweiterte Dateiattribute, Datei wird durch Pfad identifiziert                                                                     | 188                     |                       |                           |
| lsetxattr              | Setzt erweiterte Dateiattribute eines symbolischen Links                                                                                 | 189                     |                       |                           |
| fsetxattr              | Setzt erweiterte Dateiattribute, Datei wird durch Dateideskriptor identifiziert                                                          | 190                     |                       |                           |
| getxattr               | Liest erweiterte Dateiattribute | 191                     |                       |                           |
| lgetxattr              | Liest erweiterte Dateiattribute | 192                     |                       |                           |
| fgetxattr              | Liest erweiterte Dateiattribute | 193                     |                       |                           |
| listxattr              | Listet erweiterte Dateiattribute | 194                     |                       |                           |
| llistxattr             | Listet erweiterte Dateiattribute | 195                     |                       |                           |
| flistxattr             | Listet erweiterte Dateiattribute | 196                     |                       |                           |
| removexattr            | Entfernt ein erweitertes Dateiattribut                                                                                                   | 197                     |                       |                           |
| lremovexattr           | Entfernt ein erweitertes Dateiattribut                                                                                                   | 198                     |                       |                           |
| fremovexattr           | Entfernt ein erweitertes Dateiattribut                                                                                                   | 199                     |                       |                           |
| tkill                  | Sendet ein Signal an einen Thread | 200                     |                       |                           |
| time                   | Uhrzeit | 201                     |                       |                           |
| futex                  | Futex, ein Lockingmechanismus | 202                     |                       |                           |
| sched_setaffinity      | Legt fest, ob und/oder welche CPU-Kerne von einem Thread bevorzugt werden (Affinitätsmaske)                                              | 203                     |                       |                           |
| sched_getaffinity      | Fragt Affinitätsmaske ab | 204                     |                       |                           |
| set_thread_area        | Erstellt einen Thread-local storage (TLS)-Bereich                                                                                        | 205                     |                       |                           |
| io_setup               | Erstellt einen Kontext für asynchrone Kommunikation (asynchronous I/O)                                                                   | 206                     |                       |                           |
| io_destroy             | Zerstört einen Kontext für asynchrone Kommunikation                                                                                      | 207                     |                       |                           |
| io_getevents           | Liest asynchrone I/O-Ereignisse von der Fertigstellungswarteschlange aus                                                                 | 208                     |                       |                           |
| io_submit              | Reicht einen asynchronen I/O-Block zur Bearbeitung ein                                                                                   | 209                     |                       |                           |
| io_cancel              | Bricht eine ausstehende asynchrone I/O-Operation ab                                                                                      | 210                     |                       |                           |
| get_thread_area        | Gibt den Einstiegspunkt eines TLS-Bereichs aus                                                                                           | 211                     |                       |                           |
| lookup_dcookie         | | 212                     |                       |                           |
| epoll_create           | Erstellt einen epoll-Dateideskriptor | 213                     |                       |                           |
| epoll_ctl_old          | | 214                     |                       |                           |
| epoll_wait_old         | | 215                     |                       |                           |
| remap_file_pages       | | 216                     |                       |                           |
| getdents64             | | 217                     |                       |                           |
| set_tid_address        | | 218                     |                       |                           |
| restart_syscall        | | 219                     |                       |                           |
| semtimedop             | | 220                     |                       |                           |
| fadvise64              | | 221                     |                       |                           |
| timer_create           | | 222                     |                       |                           |
| timer_settime          | | 223                     |                       |                           |
| timer_gettime          | | 224                     |                       |                           |
| timer_getoverrun       | | 225                     |                       |                           |
| timer_delete           | | 226                     |                       |                           |
| clock_settime          | | 227                     |                       |                           |
| clock_gettime          | | 228                     |                       |                           |
| clock_getres           | | 229                     |                       |                           |
| clock_nanosleep        | | 230                     |                       |                           |
| exit_group             | | 231                     |                       |                           |
| epoll_wait             | | 232                     |                       |                           |
| epoll_ctl              | | 233                     |                       |                           |
| tgkill                 | Sendet ein Signal an einen Thread | 234                     |                       |                           |
| utimes                 | Ändert Dateizugriffs- und Änderungsstempel                                                                                               | 235                     |                       |                           |
| vserver                | Unimplementierter Systemaufruf | 236                     |                       |                           |
| mbind                  | Setzt NUMA-Policy für einen Speicherbereich                                                                                              | 237                     |                       |                           |
| set_mempolicy          | Setzt NUMA-Default für einen Thread und dessen Kinder                                                                                    | 238                     |                       |                           |
| get_mempolicy          | Gibt NUMA-Policy eines Threads zurück | 239                     |                       |                           |
| mq_open                | Eröffnet eine Message-Queue | 240                     |                       |                           |
| mq_unlink              | Verwirft eine Message-Queue | 241                     |                       |                           |
| mq_timedsend           | Versendet eine Nachricht an eine Message-Queue                                                                                           | 242                     |                       |                           |
| mq_timedreceive        | Ruft eine Nachricht von einer Message-Queue ab                                                                                           | 243                     |                       |                           |
| mq_notify              | Aktiviert Benachrichtigung bei vorhandener Nachricht an einer Message-Queue                                                              | 244                     |                       |                           |
| mq_getsetattr          | Gibt die Attribute einer Message-Queue zurück oder ändert diese                                                                          | 245                     |                       |                           |
| kexec_load             | Lädt einen neuen Kernel für spätere Ausführung                                                                                           | 246                     |                       |                           |
| waitid                 | Wartet solange, bis ein Kindprozess terminiert                                                                                           | 247                     |                       |                           |
| add_key                | Fügt der Schlüsselverwaltung des Kernels einen Schlüssel hinzu                                                                           | 248                     |                       |                           |
| request_key            | Ruft einen Schlüssel von der Schlüsselverwaltung des Kernels ab                                                                          | 249                     |                       |                           |
| keyctl                 | Kontrollfunktionen für die Kernel-Schlüsselverwaltung                                                                                    | 250                     |                       |                           |
| ioprio_set             | Ruft I/O-Scheduling-Klasse und Priorität ab, bzw. ändert sie                                                                             | 251                     |                       |                           |
| ioprio_get             | Ruft I/O-Scheduling-Klasse und Priorität ab, bzw. ändert sie                                                                             | 252                     |                       |                           |
| inotify_init           | Initialisiert eine Inotify-Instanz | 253                     |                       |                           |
| inotify_add_watch      | Fügt einer Inotify-Instanz eine Watch hinzu, bzw. verwirft eine                                                                          | 254                     |                       |                           |
| inotify_rm_watch       | Fügt einer Inotify-Instanz eine Watch hinzu, bzw. verwirft eine                                                                          | 255                     |                       |                           |
| migrate_pages          | Verschiebt Speicherseiten z. B. zu einem anderen Prozess                                                                                 | 256                     |                       |                           |
| openat                 | Öffnet Datei relativ zu einem Verzeichnisdeskriptor                                                                                      | 257                     |                       |                           |
| mkdirat                | Erstellt Verzeichnis relativ zu einem Verzeichnisdeskriptor                                                                              | 258                     |                       |                           |
| mknodat                | Wie mknod, aber interpretiert Pfadangaben anders                                                                                         | 259                     |                       |                           |
| fchownat               | Wie chown, aber interpretiert Pfadangaben anders                                                                                         | 260                     |                       |                           |
| futimesat              | Ändert Zeitstempel von Dateien relativ zu Verzeichnisdeskriptoren (obsolet, utimesat bev.)                                               | 261                     |                       |                           |
| newfstatat             | | 262                     |                       |                           |
| unlinkat               | Wie unlink oder rmdir, aber interpretiert Pfadangaben anders                                                                             | 263                     |                       |                           |
| renameat               | Wie rename, aber interpretiert Pfadangaben anders                                                                                        | 264                     |                       |                           |
| linkat                 | Wie link, aber interpretiert Pfadangaben anders                                                                                          | 265                     |                       |                           |
| symlinkat              | Wie symlink, aber interpretiert Pfadangaben anders                                                                                       | 266                     |                       |                           |
| readlinkat             | Wie readlink, aber interpretiert Pfadangaben anders                                                                                      | 267                     |                       |                           |
| fchmodat               | Ändert Dateiberechtigungen anhand eines Dateideskriptors                                                                                 | 268                     |                       |                           |
| faccessat              | Wie access, aber interpretiert Pfadangaben anders                                                                                        | 269                     |                       |                           |
| pselect                | Weist Dateideskriptoren eine Überwachungsroutine zu, die über I/O-Ereignisse informiert                                                  | 270                     |                       |                           |
| ppoll                  | Wie poll, aber wartet auf Verfügbarkeiten oder Signale                                                                                   | 271                     |                       |                           |
| unshare                | Trennt mit einem anderen Prozess geteilte Ausführungskontexte nach einem clone() und erzeugt echte Kopien                                | 272                     |                       |                           |
| set_robust_list        | Fügt einen robusten Futex hinzu | 273                     |                       |                           |
| get_robust_list        | Fragt eine Liste robuster Futexe ab | 274                     |                       |                           |
| splice                 | Verschiebt Daten zwischen einem Dateideskriptor und einer Pipe ohne Umweg über den Userspace                                             | 275                     |                       |                           |
| tee                    | Verdoppelt eine Pipe | 276                     |                       |                           |
| sync_file_range        | Synchronisiert offene Datei mit deren physischer Kopie                                                                                   | 277                     |                       |                           |
| vmsplice               | Verschiebt eine Speicherseite zu einer Pipe                                                                                              | 278                     |                       |                           |
| move_pages             | Verschiebt Speicherseiten (NUMA) | 279                     |                       |                           |
| utimensat              | Aktualisiert Zeitstempel einer Datei mit Hochpräzision                                                                                   | 280                     |                       |                           |
| epoll_pwait            | Wie epoll_wait, aber wartet auf Verfügbarkeiten oder Signale                                                                             | 281                     |                       |                           |
| signalfd               | Erstellt einen Dateideskriptor, der Signale empfängt                                                                                     | 282                     |                       |                           |
| timerfd_create         | Erstellt einen Dateideskriptor, der auf einen Timer referenziert                                                                         | 283                     |                       |                           |
| eventfd                | Erstellt einen Dateideskriptor, der über Ereignisse informiert                                                                           | 284                     |                       |                           |
| fallocate              | Manipuliert Speicherbereiche anhand eines Deskriptors direkt                                                                             | 285                     |                       |                           |
| timerfd_settime        | Steuert Timer via Dateideskriptor | 286                     |                       |                           |
| timerfd_gettime        | Gibt Zeitparameter eines Timers via Dateideskriptor zurück                                                                               | 287                     |                       |                           |
| accept4                | Wie accept, aber akzeptiert Flags | 288                     |                       |                           |
| signalfd4              | | 289                     |                       |                           |
| eventfd2               | | 290                     |                       |                           |
| epoll_create1          | | 291                     |                       |                           |
| dup3                   | | 292                     |                       |                           |
| pipe2                  | | 293                     |                       |                           |
| inotify_init1          | | 294                     |                       |                           |
| preadv                 | Wie readv, aber erlaubt die Angabe eines Offsets                                                                                         | 295                     |                       |                           |
| pwritev                | Wie writev, aber erlaubt die Angabe eines Offsets                                                                                        | 296                     |                       |                           |
| rt_tgsigqueueinfo      | | 297                     |                       |                           |
| perf_event_open        | | 298                     |                       |                           |
| recvmmsg               | Wie recvmsg, aber erlaubt es, mehrere Nachrichten mit einem Aufruf zu empfangen                                                          | 299                     |                       |                           |
| fanotify_init          | Erstellt eine fanotify-Benachrichtigungsgruppe                                                                                           | 300                     |                       |                           |
| fanotify_mark          | Fügt Dateien und Ordner einer Benachrichtigungsgruppe hinzu oder entfernt sie                                                            | 301                     |                       |                           |
| prlimit64              | Setzt Ressourcengrenzen für Prozesse | 302                     |                       |                           |
| name_to_handle_at      | Zusammen wie openat | 303                     |                       |                           |
| open_by_handle_at      | Zusammen wie openat | 304                     |                       |                           |
| clock_adjtime          | | 305                     |                       |                           |
| syncfs                 | Schreibt Inhalt des Dateisystempuffers auf den Datenträger                                                                               | 306                     |                       |                           |
| sendmmsg               | Wie sendmsg, aber erlaubt das Versenden mehrere Nachrichten per Aufruf                                                                   | 307                     |                       |                           |
| setns                  | Reassoziiert einen Thread mit einem Namensraum                                                                                           | 308                     |                       |                           |
| getcpu                 | Gibt zurück, auf welchem Prozessor ein Prozess (bzw. Thread) gerade läuft                                                                | 309                     |                       |                           |
| process_vm_readv       | Verschiebt Daten zwischen Prozess-Adressräumen                                                                                           | 310                     |                       |                           |
| process_vm_writev      | Verschiebt Daten zwischen Prozess-Adressräumen                                                                                           | 311                     |                       |                           |
| kcmp                   | Stellt fest, ob die Ressourcen zweier Prozesse gleich sind                                                                               | 312                     |                       |                           |
| finit_module           | Lädt ein Kernel-Modul von einem Dateideskriptor fd                                                                                       | 313                     |                       |                           |
| sched_setattr          | Legt ein Scheduling-Verfahren fest (z. B. Round Robin)                                                                                   | 314                     |                       |                           |
| sched_getattr          | Ermittelt das genutzte Scheduling-Verfahren                                                                                              | 315                     |                       |                           |
| renameat2              | Atomare Umbenennung einer Datei | 316                     |                       |                           |
| seccomp                | Sandboxing-Mechanismus (secure computing mode)                                                                                           | 317                     |                       |                           |
| getrandom              | Füllt einen Puffer mit hochwertiger Entropie                                                                                             | 318                     |                       |                           |
| memfd_create           | Erstellt einen Dateideskriptor für einen anonymen Speicherbereich (ohne die Notwendigkeit eines tmpfs-Mountpoints)                       | 319                     |                       |                           |
| kexec_file_load        | Lädt ein signiertes Kernelabbild | 320                     |                       |                           |
| bpf                    | Berkeley Packet Filter | 321                     |                       |                           |
| execveat               | Lädt den Inhalt einer ausführbaren Datei relativ zu einem Verzeichnisdeskriptor und startet sie                                          | 322                     |                       |                           |
| userfaultfd            | | 323                     |                       |                           |
| membarrier             | Speicherbarrieren | 324                     |                       |                           |
| mlock2                 | wie mlock, aber mit Flags | 325                     |                       |                           |
| copy_file_range        | Erlaubt schnelles Kopieren von Dateien                                                                                                   | 326                     |                       |                           |
| preadv2                | wie preadv, aber mit Flags | 327                     |                       |                           |
| pwritev2               | wie pwritev, aber mit Flags | 328                     |                       |                           |